# Aleuropteryx dorsalis
Aleuropteryx dorsalis is een insect uit de familie van de dwerggaasvliegen (Coniopterygidae), die tot de orde netvleugeligen (Neuroptera) behoort. 
De wetenschappelijke naam Aleuropteryx dorsalis is voor het eerst geldig gepubliceerd door Meinander in 1998.